# Ritary Gaguenetti
Ritary Gaguenetti (* 18. September 1978) ist ein französischer Gitarrist des Gypsy-Jazz.

## Leben und Wirken
Gaguenetti, der in einer Manouchefamilie aufwuchs, die sich in Dole niederlassen wollte, brachte sich unter Anleitung seines Vaters seit seinem 14. Lebensjahr selbst Gitarre spielen bei. 1999 gab er, als er eine gewisse Müdigkeit verspürte, die Gitarre auf und widmete sich zwei Jahre lang dem Hip-Hop-Tanz. 2001 wachte das Interesse am Gitarrenspiel wieder. Nachdem er sich mit dem Bassisten Vladimir Torres befreundet hatte, gründete er 2002 sein eigenes Quintett mit seinem Vater Robert und seinem Cousin Hervé Gaguenetti an den Rhythmusgitarren, Bernard Ariu am Akkordeon und Torres am Kontrabass. Nach mehreren Konzerten in großen Städten spielte die Band im Mai 2002 beim Gipsy Swing Festival in Angers. Ihr erstes Album Fara Ap Raïza (beim Label Passavant) wurde von der Kritik gut aufgenommen; noch im November 2002 nahm das Ensemble eine weitere CD im Eigenverlag (mit Matcho Winterstein) auf. 2003 gab es mehrere Auftritte auf Sommerfestivals in Frankreich; weiter präsentierte sich das Quintett beim Django Reinhardt Festival in Samois-sur-Seine und beim International Gipsy Guitar Festival in Gossington. Die Band trat mit Samson Schmitt auf; Ariu verließ die Gruppe, um seinen persönlichen Projekten nachzugehen. Andreas Öberg lud Gaguenetti und Yorgui Loeffler nach Oslo ein, wo 2004 eine gemeinsame CD für das Label Hot Club Records entstand.
Als Robert Gaguenetti sich aus gesundheitlichen Gründen zurückzog, verstärkte Gaguenetti das verbliebene Trio durch Gäste wie den Pianisten Vincent Bidal bzw. auf dem Album Ma mélodie (2004) den Saxophonisten Christophe Panzani und den Geiger Jean-Marc Evert. Da er selbst auch E-Gitarre spielte, entstand ein neuer Sound. Tourneen nach Nordamerika und Gastspiele in Augsburg und in London schlossen sich an, wo die Band in Quartettbesetzung 2007 in der QuecumBar ein Album aufnahm. Im Folgejahr entstand mit Panzani und Bidal das Album Gipsy Soul, das 2009 veröffentlicht wurde. Bis 2015 trat Gaguenetti mit seiner Band auf.